# Каті
Каті (валенс. Catí, ісп. Catí) — муніципалітет в Іспанії, у складі автономної спільноти Валенсія, у провінції Кастельйон. Населення — 863 особи (2010).

## Географія
Муніципалітет розташований на відстані близько 320 км на схід від Мадрида, 55 км на північ від міста Кастельйон-де-ла-Плана.
На території муніципалітету розташовані такі населені пункти: (дані про населення за 2010 рік)
- Ла-Авелья: 15 осіб
- Каті: 798 осіб
- Осталь-дель-Местре: 6 осіб
- Масія-Костерета: 3 особи
- Масія-де-Енрамон: 6 осіб
- Масія-де-Еварісто: 6 осіб
- Масія-де-Гателья: 6 осіб
- Масія-де-Хайме-Вісенте: 4 особи
- Масія-де-Робласко: 8 осіб
- Масія-де-Сегарра-де-Арріба: 4 особи
- Масія-Фонт-Нуева: 7 осіб

## Демографія
Динаміка населення (INE ):

## Галерея зображень

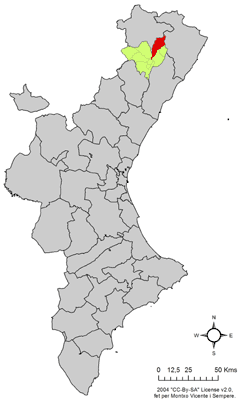
Розташування муніципалітету у автономній спільноті Валенсія
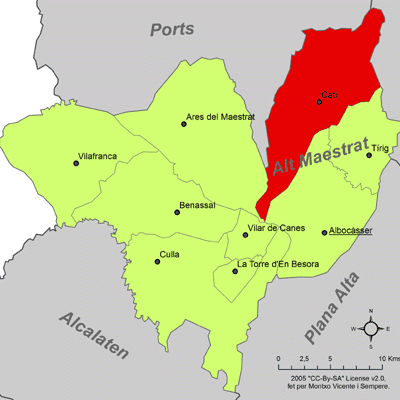
Розташування муніципалітету Каті у комарці Альто-Маестрасго